# نهائي كأس الأمم الإفريقية 2017
نهائي كأس الأمم الأفريقية لكرة القدم 2017 هي المباراة النهائية من كأس الأمم الأفريقية 2017 التي لعبت يوم 5 فبراير 2017 على أرضية ملعب الصداقة بالعاصمة الغابونية ليبرفيل بين منتخبي مصر و‌الكاميرون،  وانتهى اللقاء بفوز الكاميرون بنتيجة 2-1.
سيمثل منتخب الكاميرون أفريقيا في بطولة كأس القارات التي ستقام في روسيا صيف العام 2017.

## خلفية

### منتخب مصر
| تاريخ مصر في نهائيات كأس الأمم الأفريقية | تاريخ مصر في نهائيات كأس الأمم الأفريقية | تاريخ مصر في نهائيات كأس الأمم الأفريقية       | تاريخ مصر في نهائيات كأس الأمم الأفريقية       | تاريخ مصر في نهائيات كأس الأمم الأفريقية       | تاريخ مصر في نهائيات كأس الأمم الأفريقية       |
| المركز                                   | الموسم                                   | الخصم                                          | النتيجة                                        | الموقع                                         | الحضور                                         |
| ---------------------------------------- | ---------------------------------------- | ---------------------------------------------- | ---------------------------------------------- | ---------------------------------------------- | ---------------------------------------------- |
|                                          | 1957                                     | إثيوبيا                                        | 0–4                                            | ملعب الخرطوم، الخرطوم                          | 30,000                                         |
|                                          | 1959                                     | فازت مصر باللقب بعد تصدرها المجموعة بـ 4 نقاط. | فازت مصر باللقب بعد تصدرها المجموعة بـ 4 نقاط. | فازت مصر باللقب بعد تصدرها المجموعة بـ 4 نقاط. | فازت مصر باللقب بعد تصدرها المجموعة بـ 4 نقاط. |
|                                          | 1962                                     | إثيوبيا                                        | 4–2 (ب.و.إ.)                                   | ملعب أديس أبابا، أديس أبابا                    | 30,000                                         |
|                                          | 1986                                     | الكاميرون                                      | 0–0 (4–5) (ر.)                                 | ستاد القاهرة الدولي، القاهرة                   | 95,000                                         |
|                                          | 1998                                     | جنوب إفريقيا                                   | 0–2                                            | ملعب 4 أغسطس، واغادوغو                         | 40,000                                         |
|                                          | 2006                                     | ساحل العاج                                     | 0–0 (2–4) (ر.)                                 | ستاد القاهرة الدولي، القاهرة                   | 74,100                                         |
|                                          | 2008                                     | الكاميرون                                      | 0–1                                            | ملعب أكرا الرياضي، أكرا                        | 35,500                                         |
|                                          | 2010                                     | غانا                                           | 0–1                                            | ملعب 11 نوفمبر، لواندا                         | 45,000                                         |

### منتخب الكاميرون
| تاريخ الكاميرون في نهائيات كأس الأمم الأفريقية | تاريخ الكاميرون في نهائيات كأس الأمم الأفريقية | تاريخ الكاميرون في نهائيات كأس الأمم الأفريقية | تاريخ الكاميرون في نهائيات كأس الأمم الأفريقية | تاريخ الكاميرون في نهائيات كأس الأمم الأفريقية | تاريخ الكاميرون في نهائيات كأس الأمم الأفريقية |
| المركز                                         | الموسم                                         | الخصم                                          | النتيجة                                        | الموقع                                         | الحضور                                         |
| ---------------------------------------------- | ---------------------------------------------- | ---------------------------------------------- | ---------------------------------------------- | ---------------------------------------------- | ---------------------------------------------- |
|                                                | 1984                                           | نيجيريا                                        | 1–3                                            | ملعب فيليكس هوفويت-بواني، أبيجان               | 27,456                                         |
|                                                | 1986                                           | مصر                                            | 0–0 (5–4) (ر.)                                 | ستاد القاهرة الدولي، القاهرة                   | 95,000                                         |
|                                                | 1988                                           | نيجيريا                                        | 0–1                                            | المركب الرياضي محمد الخامس، الدار البيضاء      | 50,000                                         |
|                                                | 2000                                           | نيجيريا                                        | 2–2 (3–4) (ر.)                                 | ملعب لاغوس الوطني، لاغوس                       | 60,000                                         |
|                                                | 2000                                           | السنغال                                        | 0–0 (2–3) (ر.)                                 | ملعب 26 مارس، باماكو                           | 50,000                                         |
|                                                | 2008                                           | مصر                                            | 1–0                                            | ملعب أكرا الرياضي، أكرا                        | 35,500                                         |

## الطريق إلى النهائي
| فريق   | لعب | ف | ت | خ | له | عليه | ف.أ | نقاط |
| ------ | --- | - | - | - | -- | ---- | --- | ---- |
| مصر    | 3   | 2 | 1 | 0 | 2  | 0    | 2+  | 7    |
| غانا   | 3   | 2 | 0 | 1 | 2  | 1    | 1+  | 6    |
| مالي   | 3   | 0 | 2 | 1 | 1  | 2    | 1-  | 2    |
| أوغندا | 3   | 0 | 1 | 2 | 1  | 3    | 2-  | 1    |

| فريق         | لعب | ف | ت | خ | له | عليه | ف.أ | نقاط |
| ------------ | --- | - | - | - | -- | ---- | --- | ---- |
| بوركينا فاسو | 3   | 1 | 1 | 0 | 4  | 2    | 2+  | 5    |
| الكاميرون    | 3   | 1 | 2 | 0 | 3  | 2    | 1+  | 5    |
| الغابون (H)  | 3   | 0 | 3 | 0 | 2  | 2    | 0   | 3    |
| غينيا بيساو  | 3   | 0 | 1 | 2 | 2  | 5    | 3-  | 1    |

## المباراة
| مصر       | 1–2   | الكاميرون              |
| --------- | ----- | ---------------------- |
| النني 22' | تقرير | نكولو 59' · أبوبكر 88' |

| مصر | الكاميرون |

| GK          | 1  | عصام الحضري (ك) |  |     |
| RB          | 3  | أحمد المحمدي    |  |     |
| CB          | 6  | أحمد حجازي      |  |     |
| CB          | 2  | علي جبر         |  |     |
| LB          | 7  | أحمد فتحي       |  |     |
| CM          | 8  | طارق حامد       |  |     |
| CM          | 17 | محمد النني      |  |     |
| RW          | 10 | محمد صلاح       |  |     |
| AM          | 19 | عبد الله السعيد |  |     |
| LW          | 21 | محمود تريزيجيه  |  | 66' |
| CF          | 22 | عمرو وردة       |  |     |
| البدلاء:    |    |                 |  |     |
| MF          | 14 | رمضان صبحي      |  | 66' |
| المدرب:     |    |                 |  |     |
| هيكتور كوبر |    |                 |  |     |

| GK        | 1  | فابريس أوندوا        |       |       |
| RB        | 19 | كولينز فاي           | 90+2' |       |
| CB        | 5  | مايكل نغادو نغادجوي  |       |       |
| CB        | 4  | أدولف تيكو           |       | 32'   |
| LB        | 6  | أمبرويس أيونغو       |       |       |
| CM        | 15 | سيباستيان سياني      |       |       |
| CM        | 17 | أرنود سوتشين         |       |       |
| AM        | 9  | جاك زوا              |       | 90+4' |
| RW        | 13 | كريستيان باسوغوغ     |       |       |
| LW        | 8  | بنجامين موكاندجو (ك) |       |       |
| CF        | 18 | روبرت نديب تامبي     |       | 46'   |
| البدلاء:  |    |                      |       |       |
| DF        | 3  | نيكولاس نكولو        |       | 32'   |
| FW        | 10 | فينسنت أبوبكر        |       | 46'   |
| MF        | 14 | جورج ماندجيك         |       | 90+4' |
| المدرب:   |    |                      |       |       |
| هوغو بروس |    |                      |       |       |

| رجل المباراة: بنجامين موكاندجو (الكاميرون) الحكام المساعدين: جيرسن إميليانو دوس سانتوس (جنوب أفريقيا) ماروا رانج (كينيا) الحكم الرابع: دانييل بينيت (جنوب أفريقيا) |